# Villa romana dell'Auditorium
Villa romana dell'Auditorium era uma grande villa suburbana de Roma que ocupava uma área de mais de 2 500 m2 que ficava aos pés dos montes Parioli, entre a Via Flaminia e o rio Tibre, no moderno quartiere Parioli. A entrada fica no número 30 da Viale Pietro De Coubertin.

## História

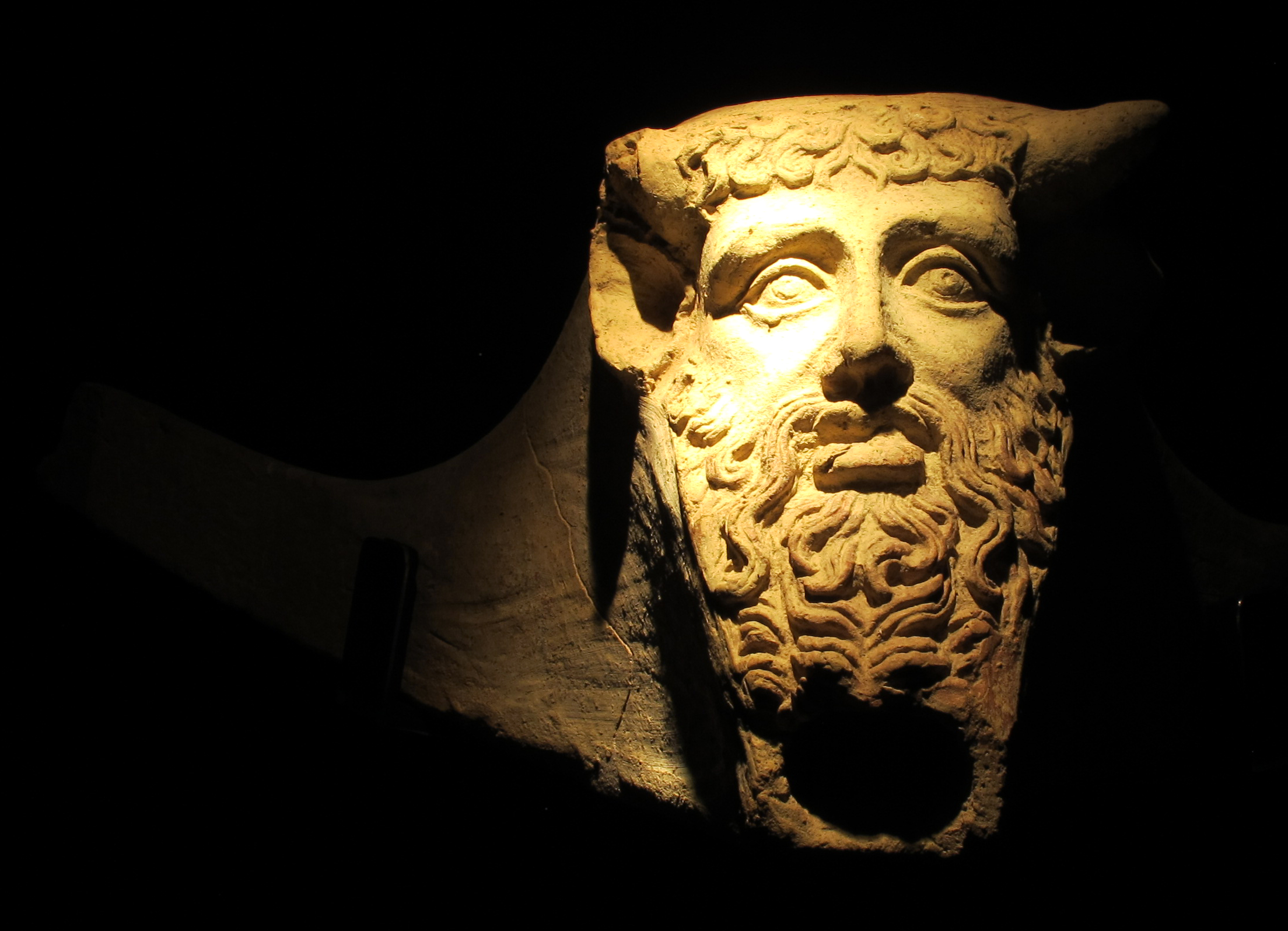
Cabeça de uma divindade fluvial no Museu Arqueológico.

Em 1995, durante as obras para a construção do Auditorium Parco della Musica, um projeto de Renzo Piano, foram descobertos os restos de uma grande villa suburbana situada aos pés dos montes Parioli, entre a Via Flaminia e o rio Tibre. Estudos estratigráficos indicaram que a área foi utilizada incessantemente do século VI a.C. até o século II d.C..
Os restos escavados formavam um vasto complexo com duas zonas bem distintas separadas por uma faixa de terreno: a da direita era residencial e a da esquerda, de serviço; provavelmente era originalmente a casa principal de uma fazenda modesta e abrigava ainda um curral para abrigar os animais. Desta época foram descobertos um forno de cúpula, armazéns para armazenamento de alimentos, poços, pátios e uma prensa de azeitonas. A construção foi ampliada e transformada em um edifício muito maior que assumiu as características de uma rica villa rural, com um átrio, um implúvio central num pátio para o qual se abriam vários quartos e um tablínio, onde se realizavam as refeições. A partir do século II, o complexo foi abandonado e a área passou a ser ocupada por sepulturas humildes. 
Uma teoria sugere que o edifício fosse um anexo do santuário de Ana Perena, a ninfa que os romanos veneravam no dia 15 de março, data do antigo ano-novo romano. Esta identificação decorre da identificação do bosque e da fonte sagrados para a ninfa em escavações recentes perto da Piazza Euclide, uma área bem perto do Auditorium. 
A villa está atualmente inserida no complexo moderno do auditório graças a uma mudança do projeto original para valorizar as escavações arqueológicas e que previu inclusive a construção de um museu com dois espaços expositivos no foyer do Auditorium. 

### Museu arqueológico
No primeiro dos dois espaços do Museo Archeologico dell'Auditorium está um modelo de madeira mostrando os elementos arquiteturais da antiga fazenda e da villa em suas diversas fases e muitos materiais recuperados no local, incluindo cerâmicas de cozinha, de mesa e de culto expostos em prateleiras transparentes suspensas no interior de um grande gabinete de vidro. Uma despensa de cozinha, um forno de pão e uma prensa de azeitonas para fabricação de azeite estão expostas para ilustrar as atividades geralmente realizadas no local. Uma das exibições é um canto do beiral do telhado que representa a cabeça barbada de um deus fluvial, imagem que se tornou símbolo do museu. 
No segundo está ilustrada a emergência arqueológica do território compreendido entre a Muralha Aureliana e os leitos dos rios Aniene e Tibre e atravessado pelas vias Nomentana, Salaria e Flaminia. Ali está conservado um muro em opus reticulatum parte da cerca da villa, cujos restos podem ser admirados a partir do terraço acessível através das salas do museu.
Este museu e outras salas onde se realizam mostras artísticas variadas emprestam ao Parco della Musica uma estrutura única no gênero.

## Descrição
O complexo do Parco della Musica tem um formato semicircular delimitado pela Via Pierre de Coubertin do lado reto ao norte e pelo Corso di Francia e a Via Giulio Gaudini nos curvos. Os restos da villa estão localizada a sudeste, entre a Sala Sinopoli e a Sala Santa Cecilia, atrás da cávea onde são realizados os shows ao ar livre. 

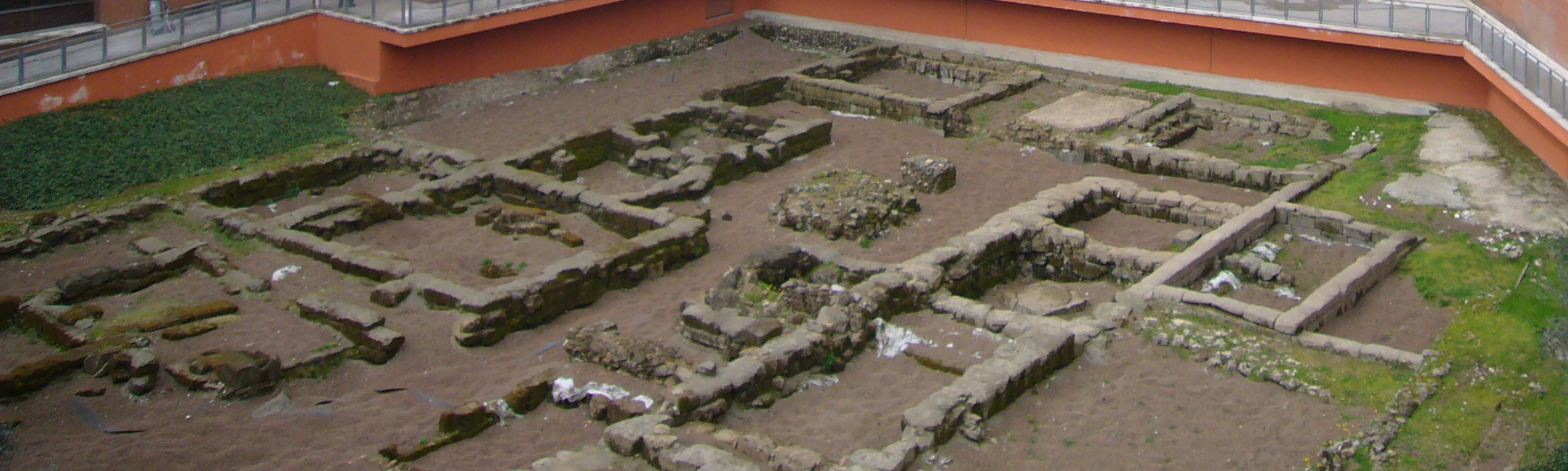
Detalhe da área arqueológica.